# Love Is a Stranger
Love Is a Stranger – singel brytyjskiego duetu Eurythmics, wydany w 1982 roku.

## Ogólne informacje
Był to piąty z kolei singel zespołu i początkowo okazał się porażką. Po sukcesie piosenki „Sweet Dreams (Are Made of This)” w 1983 roku utwór wydano jednak ponownie i wówczas stał się on dużym przebojem, docierając do miejsca 6. w Wielkiej Brytanii (początkowo singel zajął tam pozycję 54). Na stronie B umieszczono nagranie „Monkey, Monkey”.
W 1991 roku piosenkę zremiksowano i wydano na singlu, w celu promocji składanki Greatest Hits. Nowa wersja dotarła do miejsca 46. w Wielkiej Brytanii.

## Teledysk
Singlowi towarzyszył kontrowersyjny teledysk, w którym Annie Lennox wcielała się w rolę zarówno kobiety, jak i mężczyzny (na podobnym koncepcie opierały się także teledyski „Sweet Dreams” i „Who’s That Girl?”). Wideoklip wyreżyserował Mike Brady.

## Pozycje na listach przebojów
| Kraj              | Pozycja |
| ----------------- | ------- |
| Wielka Brytania   | 6       |
| Stany Zjednoczone | 23      |
| Kanada            | 15      |
| Irlandia          | 4       |
| Niemcy            | 12      |
| Holandia          | 12      |
| Australia         | 17      |
| Nowa Zelandia     | 20      |